# No Strings Attached (película)
No Strings Attached (España: Sin compromiso, en Hispanoamérica: Amigos con derechos) es una comedia romántica estrenada el 14 de enero de 2011 en Estados Unidos, el 17 de febrero del mismo año en Argentina y el 18 de marzo del mismo año en España. Protagonizada por Natalie Portman y Ashton Kutcher. Dirigida y producida por Ivan Reitman.

## Argumento
Cuando Emma Kurtzman con catorce años rechazó la proposición adolescente de Adam Franklin en un campamento, ninguno de los dos sabía nada sobre el sexo y lo que implicaba. Años después Emma (Natalie Portman) y Adam (Ashton Kutcher) vuelven a encontrarse, y finalmente acaban haciendo el amor, teniendo sexo sin compromiso.
Sin embargo, Emma tiene alergia a las relaciones, al igual que Adam, aunque éste las rechaza principalmente porque su padre, Alvin (Kevin Kline), antigua estrella de la televisión, está manteniendo una relación sentimental con su exnovia. Puesto que ambos están de acuerdo en no iniciar una relación, deciden ser simplemente amigos con derecho, tener sexo sin compromiso y sin ataduras cuando surja la ocasión.
Pero finalmente los problemas comienzan cuando Adam convierte sus necesidades físicas en algo más, dándose cuenta de que Emma realmente le gusta y que se está enamorando. Los dos tratarán de que su relación de «amigos con derecho» no se convierta en nada más, pero inevitablemente se enfrentarán a la pregunta de: ¿pueden dos personas practicar el sexo sin que el amor se interponga?

## Reparto
- Natalie Portman como Emma Kurtzman.
- Ashton Kutcher como Adam Franklin.
- Kevin Kline como Alvin Franklin.
- Ludacris como Wallace.
- Lake Bell como Lucy.
- Greta Gerwig como Patrice.
- Jake Johnson como Eli.
- Cary Elwes como Dr. Metzner
- Mindy Kaling como Shira.
- Olivia Thirlby como Katie Kurtzman.
- Stefanie Scott como joven Emma.
- Ophelia Lovibond como Vanessa.
- Talia Balsam como Sandra Kurtzman.
- Ben Lawson como Sam.
- Mollee Gray como Sari.

## Producción

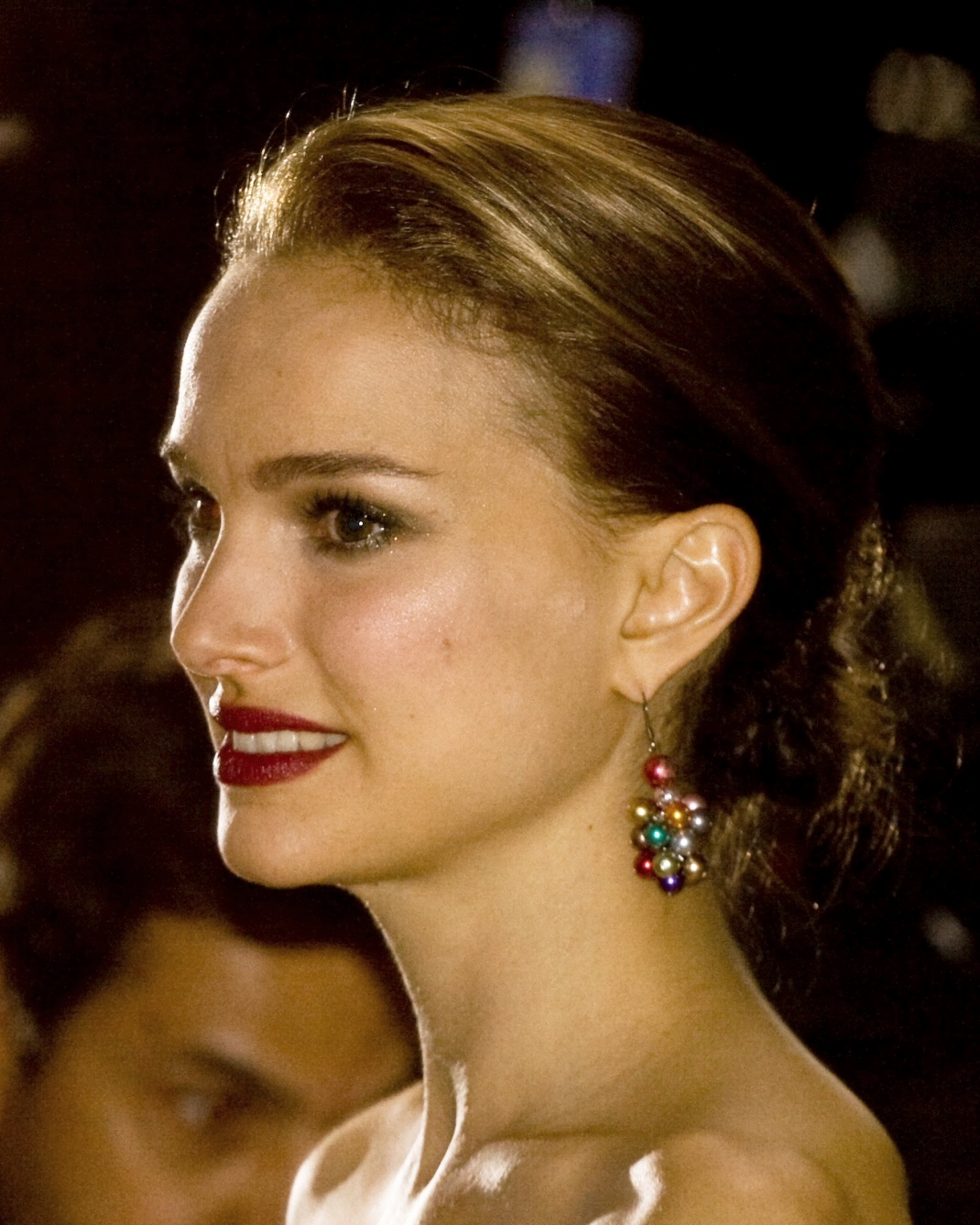
Natalie Portman como Emma.

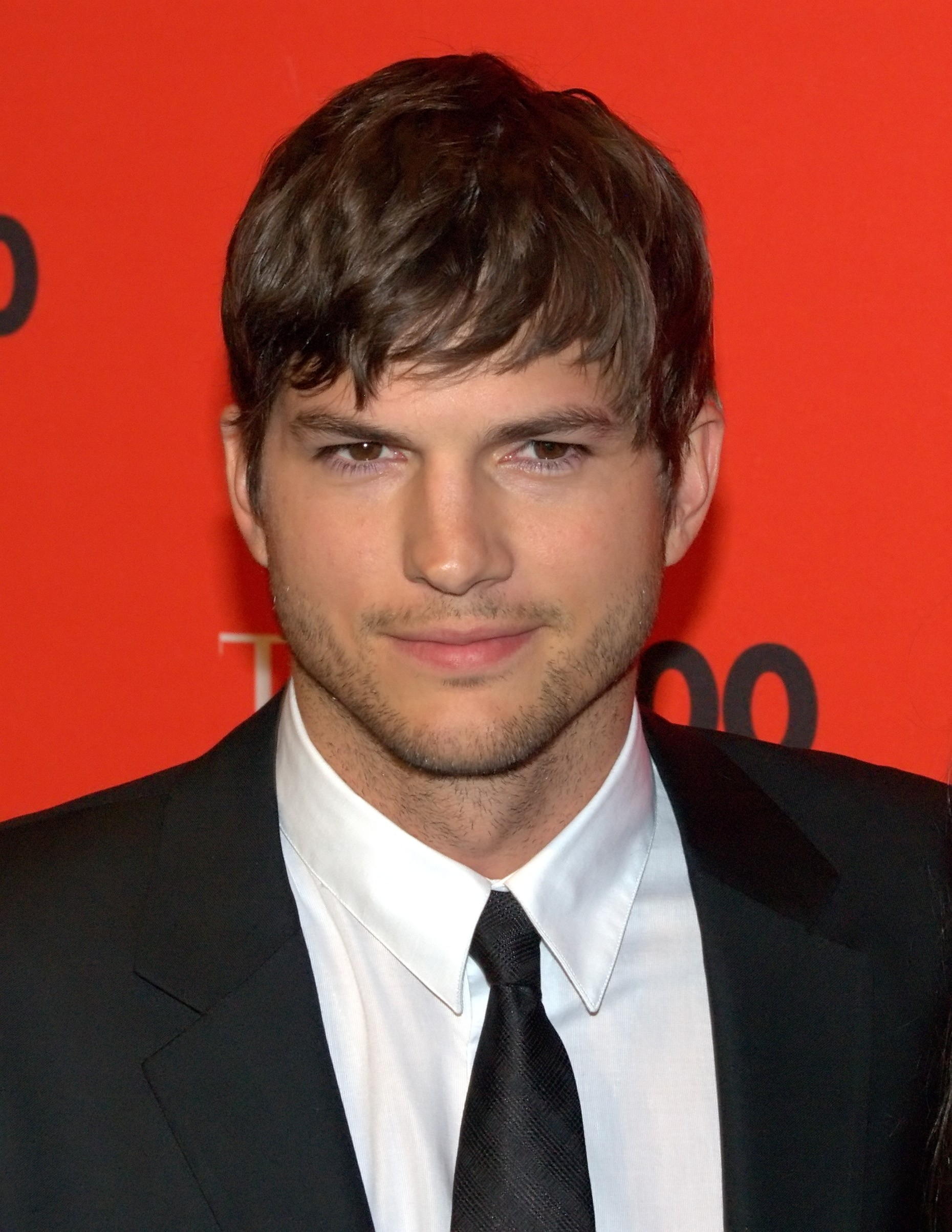
Ashton Kutcher como Adam.

Se rodó en diferentes localizaciones de Estados Unidos, íntegramente en el estado de California. Destacan poblaciones como Los Ángeles, Santa Bárbara, Beverly Hills o Wilshire Boulevard. Inicialmente la película recibía el título de Fuck Buddies, pero fue cambiado porque con ese título sería definida como una película no recomendada para menores de edad por la MPAA. Se cambió por el de Friends with Benefits, pero nuevamente la propuesta se declinó porque ya había una cinta titulada de la misma manera, protagonizada por Justin Timberlake y Mila Kunis. En los test-screenings realizados previamente al estreno, el film se titulaba No Strings Attached o Hooking Up. El director Ivan Reitman realiza un breve cameo como el director del show en el que Adam trabaja.

## Recepción

### Respuesta crítica
Según la página de Internet Rotten Tomatoes obtuvo un 49% de comentarios positivos, llegando a la siguiente conclusión "Se beneficia de la presencia de Natalie Portman y de la mano firme del director Ivan Reitman, pero No Strings Attached no tiene el coraje ni la convicción para cumplir con sus obscenas premisas". Rolling Stone publicó: "Después de la dura carga dramática de Black Swan, no se puede culpar a [...] Portman de firmar una comedia romántica [...] Por desgracia, no podría haber aterrizado en un vehículo más convencional". Roger Ebert escribió que "Su premisa es mucho más transgresora que su ejecución [...] Mientras las ruedas de la trama gruñen y chirrían, estamos como los niños en el asiento trasero de un coche, preguntado: ¿Hemos llegado ya?". Según la página de Internet Metacritic obtuvo críticas mixtas, con un 51%, basado en 35 comentarios de los cuales 13 son positivos.

### Taquilla
Debutó en el número 1 de la taquilla estadounidense con 19 millones de dólares en 3.018 salas, con una media por sala de 6.512 dólares, por delante de The Green Hornet. Ha recaudado en Estados Unidos 70 millones. Sumando las recaudaciones internacionales la cifra asciende a 147 millones. El presupuesto estimado invertido en la producción fue de aproximadamente 25 millones.